# Сукиасян, Ерванд Гарсеванович
Ерва́нд Гарсева́нович Сукиася́н (арм. Երվանդ Սուքիասյան; 20 января 1967, Ереван, Армянская ССР, СССР) — советский и армянский футболист, защитник. Известен по выступлениям за ереванский «Арарат», киевское «Динамо» и национальную сборную Армении.

## Клубная карьера
Начинал выступления в клубе 2-й лиги «Олимпия» Аштарак. В 1987 играл за команду «Олимпия» (Ленинакан), в матчах за которую был замечен селекционерами «Арарата». Транзитом через клуб «Котайк» с середины 1988 года играл за главный клуб Армении.
После распада СССР выступал за «Динамо» Киев, где основным игроком не стал. Перешёл в команду ЦСКА-«Борисфен» Киев, где провел два сезона.
В 1995 перебрался с Украины в Австрию. Провел полсезона за клуб «Тироль».
С 1996 играл в Греции — сначала за «Кавалу», потом за «Ираклис».
В 1998—2001 годах провел три сезона за клуб 3-й лиги Германии «Клоппенбург». В 2001 вернулся в Грецию, где играл за «Леонидас» (Корфу), «Керкиру» и «Доксу» (Драма).

## Достижения
- «Динамо» (Киев)
  - Чемпион Украины: 1992/93
  - Серебряный призёр чемпионата Украины: 1992
  - Обладатель Кубка Украины: 1992/93